# North Cornwall
North Cornwall var ett distrikt i Cornwall enhetskommun i Cornwall grevskap, England. Distriktet har 80 509 invånare (2001).

## Civil parishes
- Advent, Altarnun, Blisland, Bodmin, Boyton, Bude-Stratton, Camelford, Cardinham, Davidstow, Egloshayle, Egloskerry, Forrabury and Minster, Helland, Jacobstow, Kilkhampton, Laneast, Lanhydrock, Lanivet, Launcells, Launceston, Lawhitton Rural, Lesnewth, Lewannick, Lezant, Marhamchurch, Michaelstow, Morwenstow, North Hill, North Petherwin, North Tamerton, Otterham, Padstow, Poundstock, South Petherwin, St. Breock, St. Breward, St. Clether, St. Endellion, St. Ervan, St. Eval, St. Gennys, St. Issey, St. Juliot, St. Kew, St. Mabyn, St. Merryn, St. Minver Highlands, St. Minver Lowlands, St. Stephens By Launceston Rural, St. Teath, St. Thomas the Apostle Rural, St. Tudy, Stokeclimsland, Tintagel, Tremaine, Treneglos, Tresmeer, Trevalga, Trewen, Wadebridge, Warbstow, Week St. Mary, Werrington, Whitstone och Withiel.[2]